# دايهاتسو تشارادي
دايهاتسو تشارادي هي سيارة صغيرة من صناعة دايهاتسو أنتجت في 1977 وتوقف إنتاجها في 2000.

## معرض صور

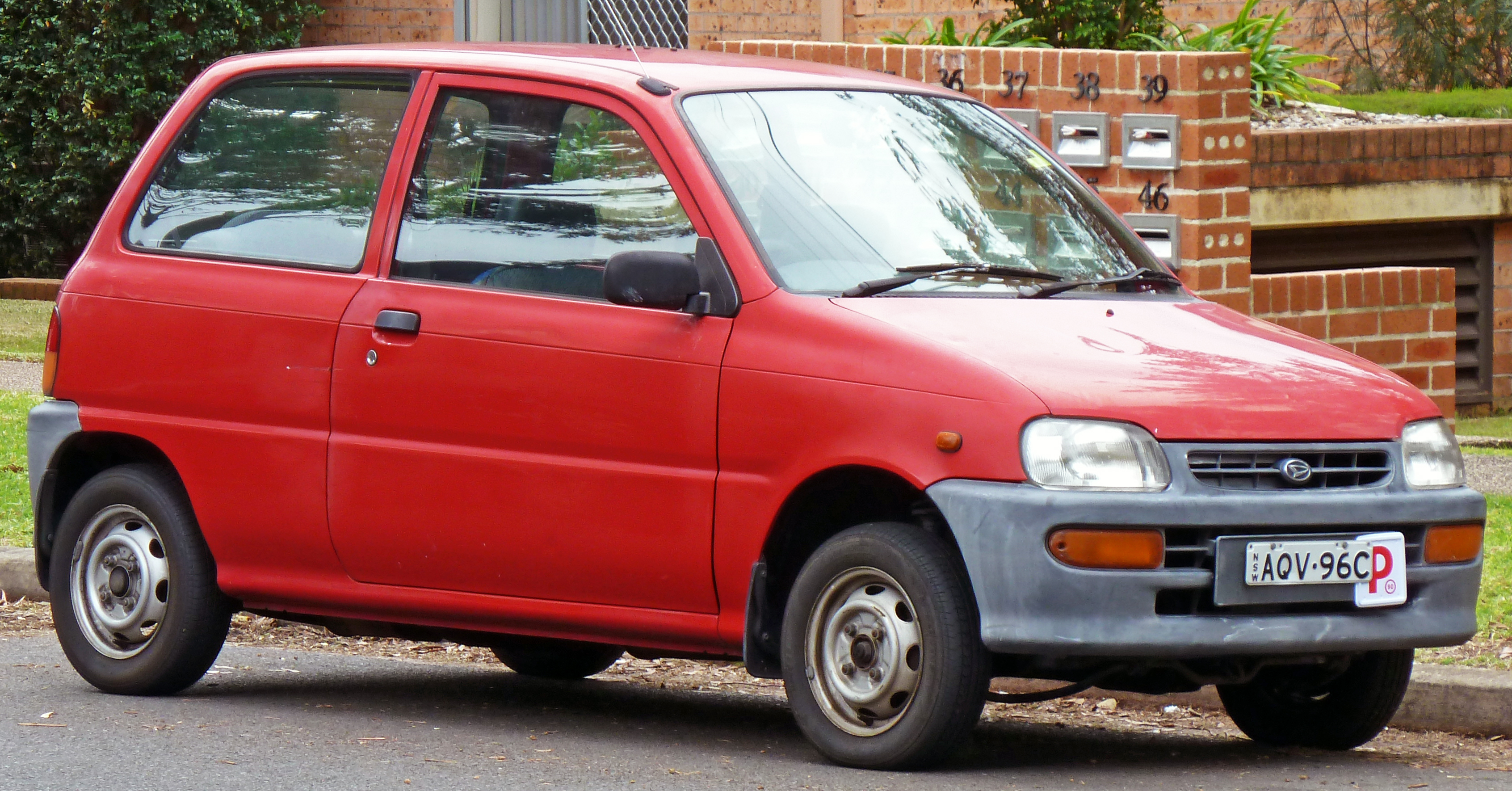
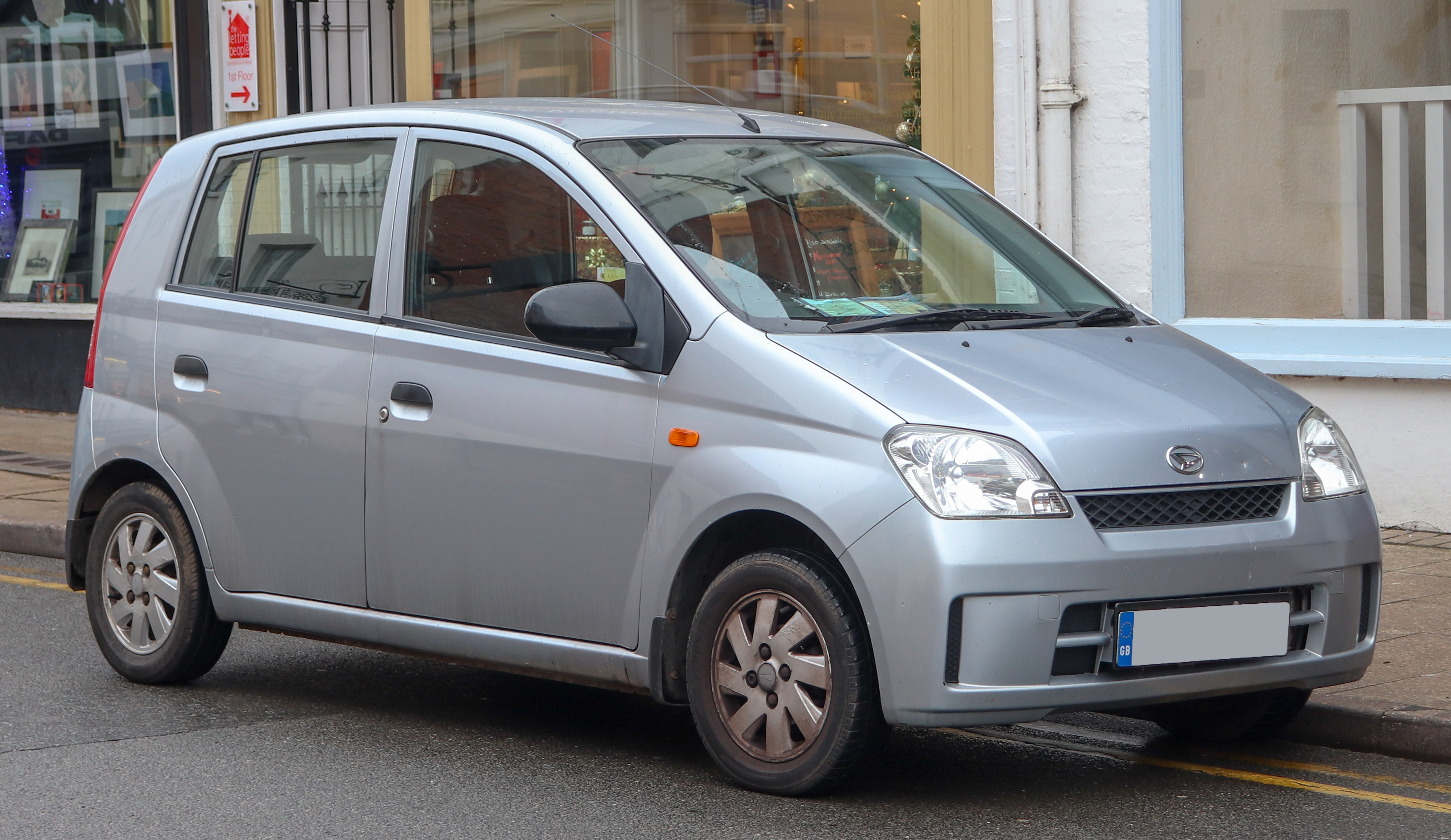
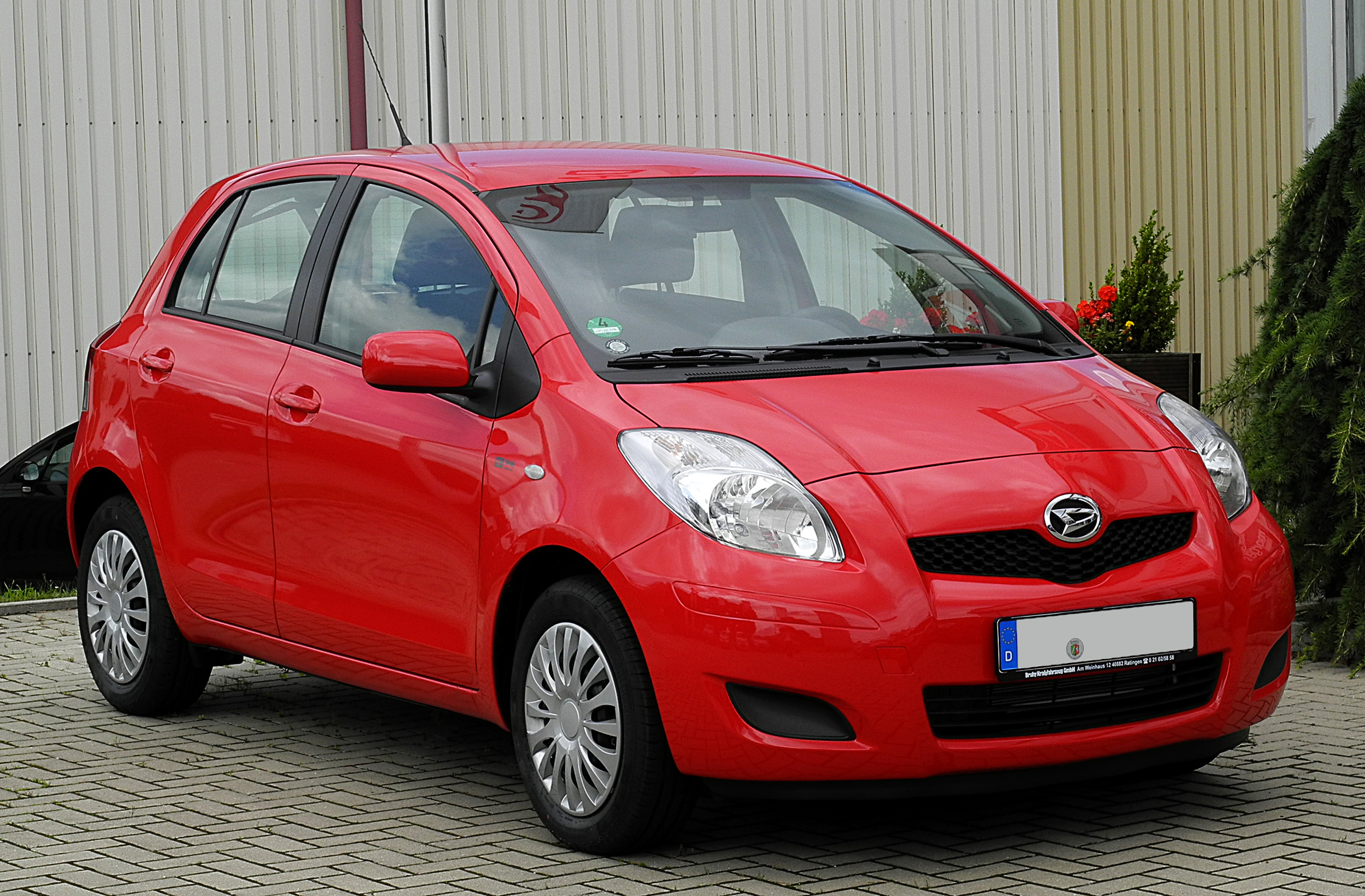
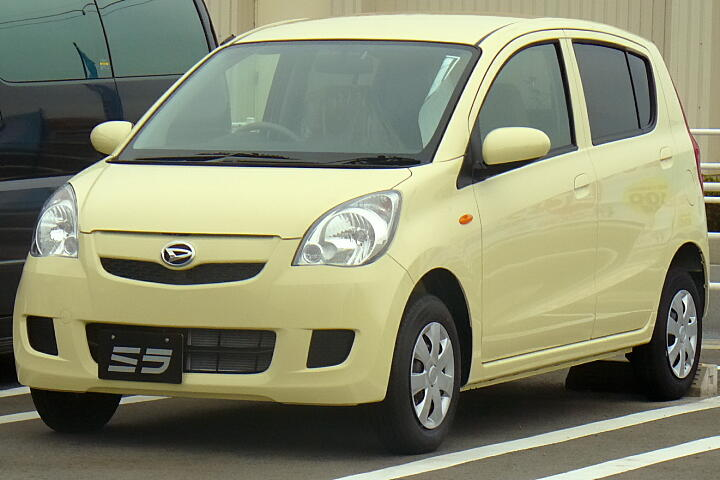